# Sergentomyia grjebinei
Sergentomyia grjebinei är en tvåvingeart som först beskrevs av Vattier-bernard 1917.  Sergentomyia grjebinei ingår i släktet Sergentomyia och familjen fjärilsmyggor. Inga underarter finns listade i Catalogue of Life.